# Instytut Prawa i Administracji Uniwersytetu Pomorskiego w Słupsku
Instytut Prawa i Administracji Akademii Pomorskiej w Słupsku – jedna z 11 jednostek dydaktycznych Uniwersytetu Pomorskiego w Słupsku.

## Historia
Instytut Prawa i Administracji powstał w 2019 roku wskutek reorganizacji uczelni, wraz z uruchomieniem w Akademii Pomorskiej w Słupsku prawniczych jednolitych studiów magisterskich (stacjonarnych i niestacjonarnych).

## Kierunki kształcenia
Dostępne kierunki:
- Administracja (studia I i II stopnia)
- Prawo (jednolite studia magisterskie)

## Władze Instytutu
W kadencji 2024–2028:
| Stanowisko                       | Imię i nazwisko                    |
| -------------------------------- | ---------------------------------- |
| Dyrektor                         | prof. dr hab. Dariusz Szpoper      |
| Zastępca Dyrektora ds. dydaktyki | dr Maciej Helmin                   |
| Zastępca Dyrektora ds. nauki     | prof. dr hab. Przemysław Dąbrowski |

## Struktura organizacyjna

### Katedra Administracji
Kierownik: dr Oskar Kanecki
- Zakład Administracji i Nauki o Administracji
- Zakład Prawa Energii Jądrowej i Ochrony Środowiska

### Katedra Prawa
Kierownik: dr Adam Ćwikła
- Zakład Historii i Filozofii Prawa
- Zakład Prawa Prywatnego
- Zakład Prawa Publicznego